# کواندیک
شهر کواندیک (به روسی: Кувандык) در کشور روسیه و در اوبلاست ارنبورگ واقع شده‌است.